# Diaglyptella seminigra
Diaglyptella seminigra là một loài tò vò trong họ Ichneumonidae.